# Schandmasker

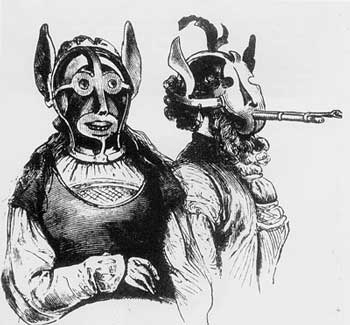
Twee personen met een schandmasker

Een schandmasker is een instrument dat werd gebruikt om vrouwen op onterende wijze te straffen. Het was in Europa, met name in Engeland en Schotland, in gebruik tot in de negentiende eeuw.

## Achtergrond
De maskers zijn waarschijnlijk afkomstig uit Schotland, waar ze scolding-bridles of branks werden genoemd. De eerste beschrijving van het gebruik van dit type schandmasker in Schotland stamt uit 1567. Hoewel het gebruik in Engeland en Schotland niet legaal was, werden ze in deze landen gebruikt voor het straffen van vrouwen.
De schandmaskers waren ontwikkeld om 'vrouwentongen die ijdel praten te beteugelen'. Verstoring van de openbare orde, door bijvoorbeeld godslastering, vulgaire uitingen, ruziën, roddelen, liegen of beledigen, werd gezien als een strafbaar feit. De duur van de straf was afhankelijk van de misdaad. In sommige gevallen werd de straf toegepast op verzoek van de echtgenoot van de vrouw.
De maskers waren gemaakt van metaal en hadden een hangslot in de nek waarmee het masker werd gesloten. Aan het masker was een metalen plaatje van ongeveer twee centimeter lang en een centimeter breed dat in de mond werd ingebracht om de tong onder druk te houden. De veroordeelde werd vervolgens op een openbare plaats, bijvoorbeeld een dorpsplein, geplaatst of door de straten geleid voor publieke vernedering. Daarnaast werden schandmaskers ook gebruikt als straf in werkhuizen.
Sommige schandmaskers beelden de aard van het vergrijp uit. Zo kreeg een persoon die bekend stond als luistervink een masker met grote oren. Een persoon die veel roddelde, kreeg een masker met een lange tong.

## Galerij

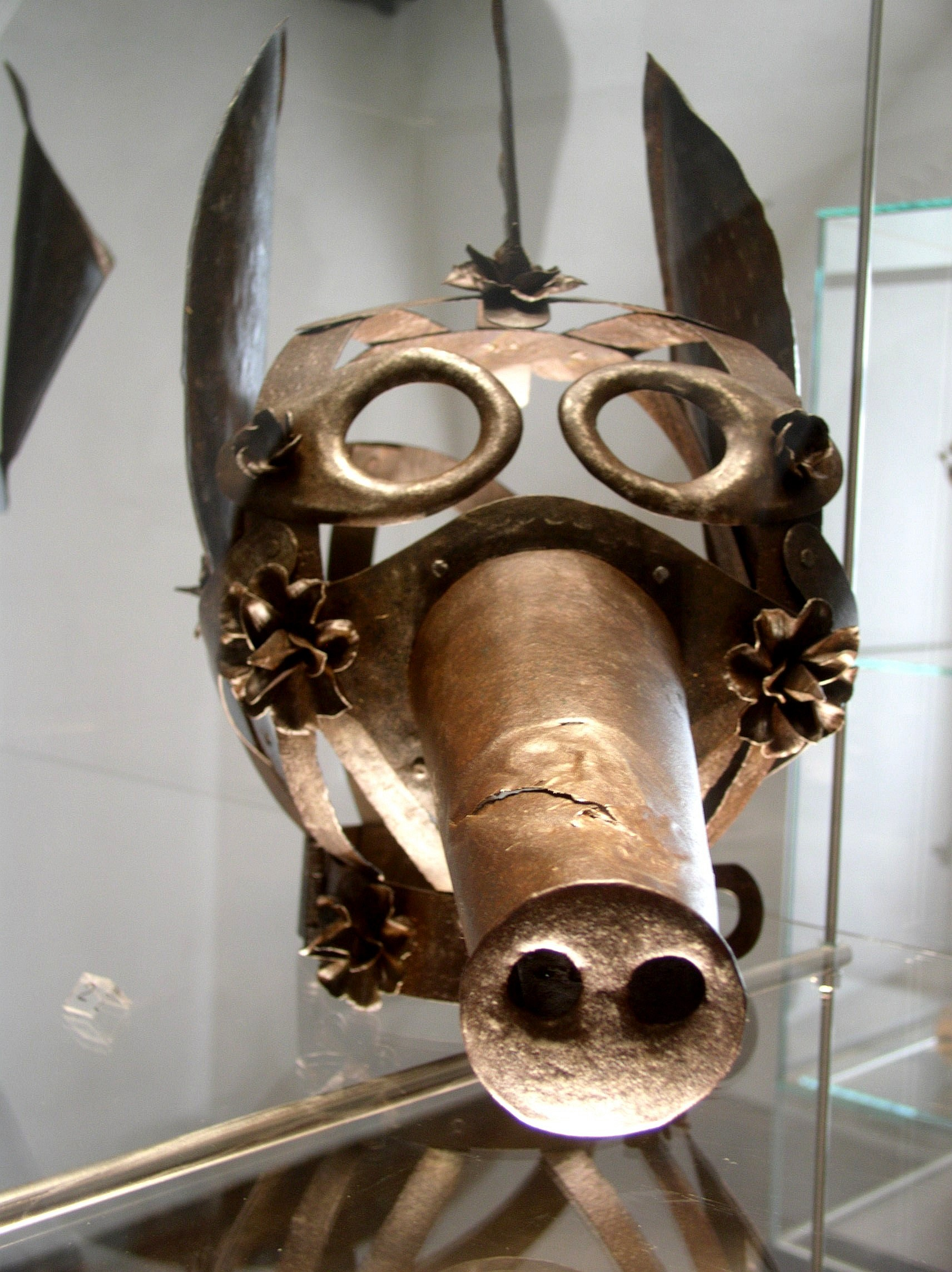
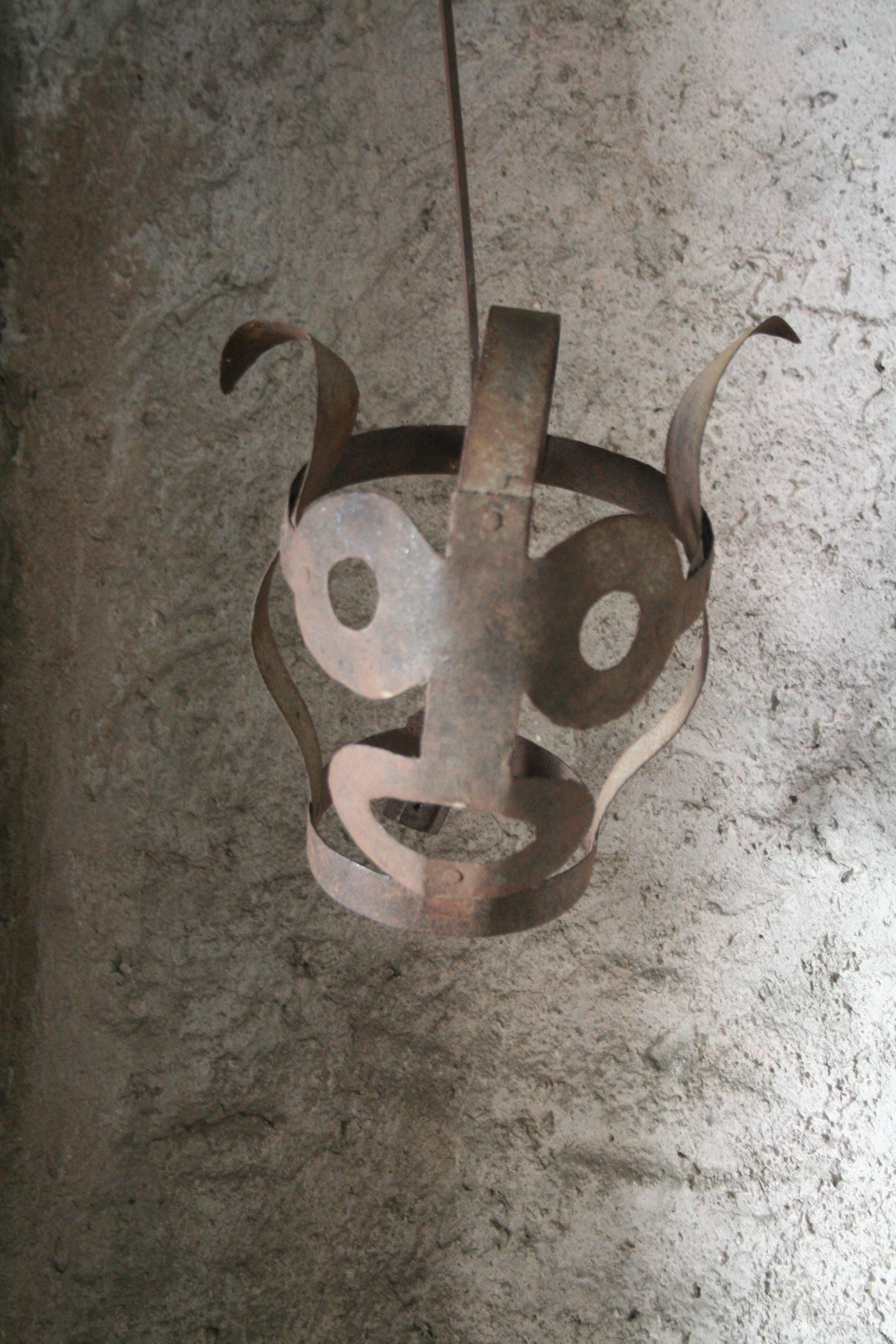
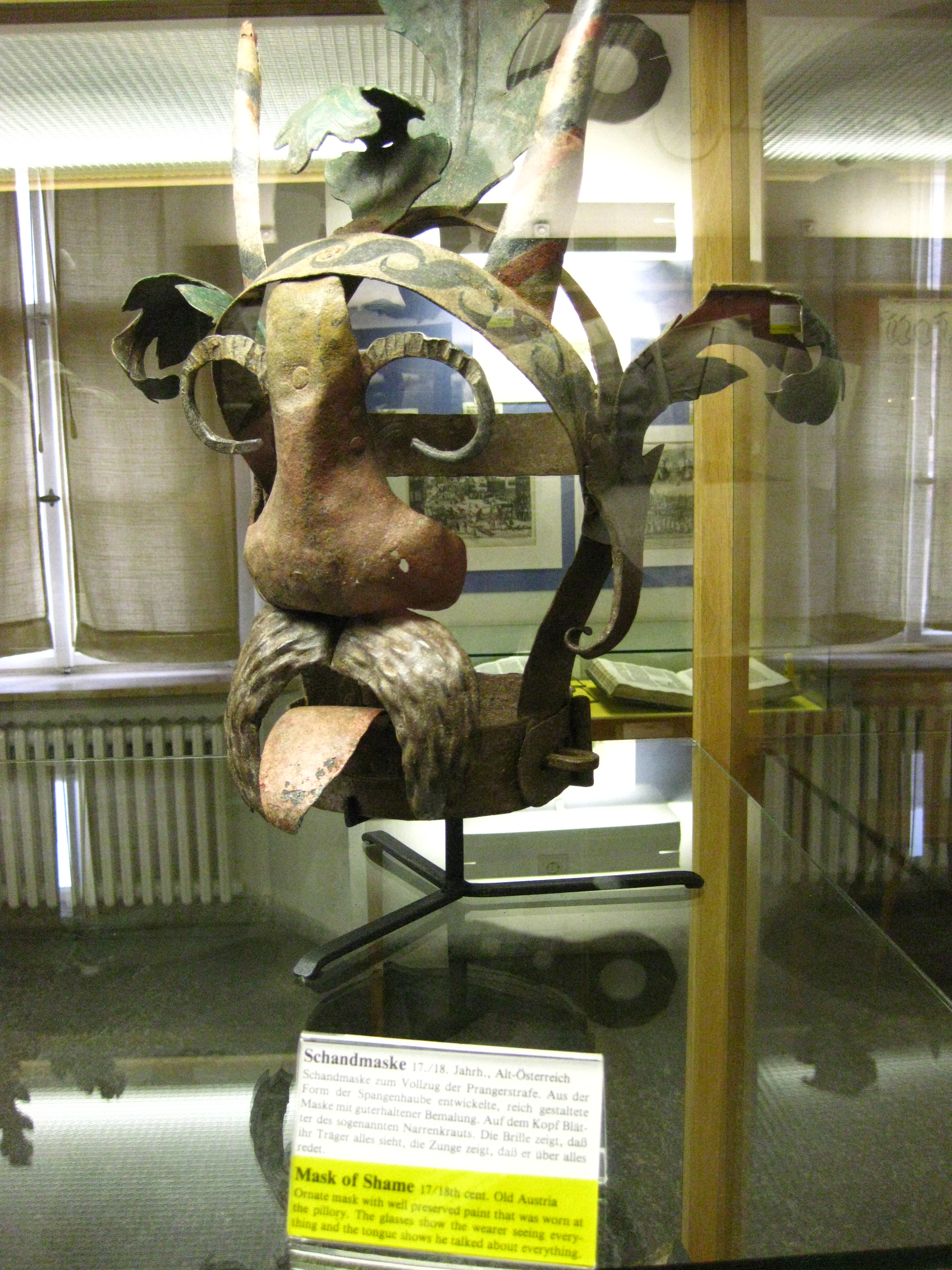
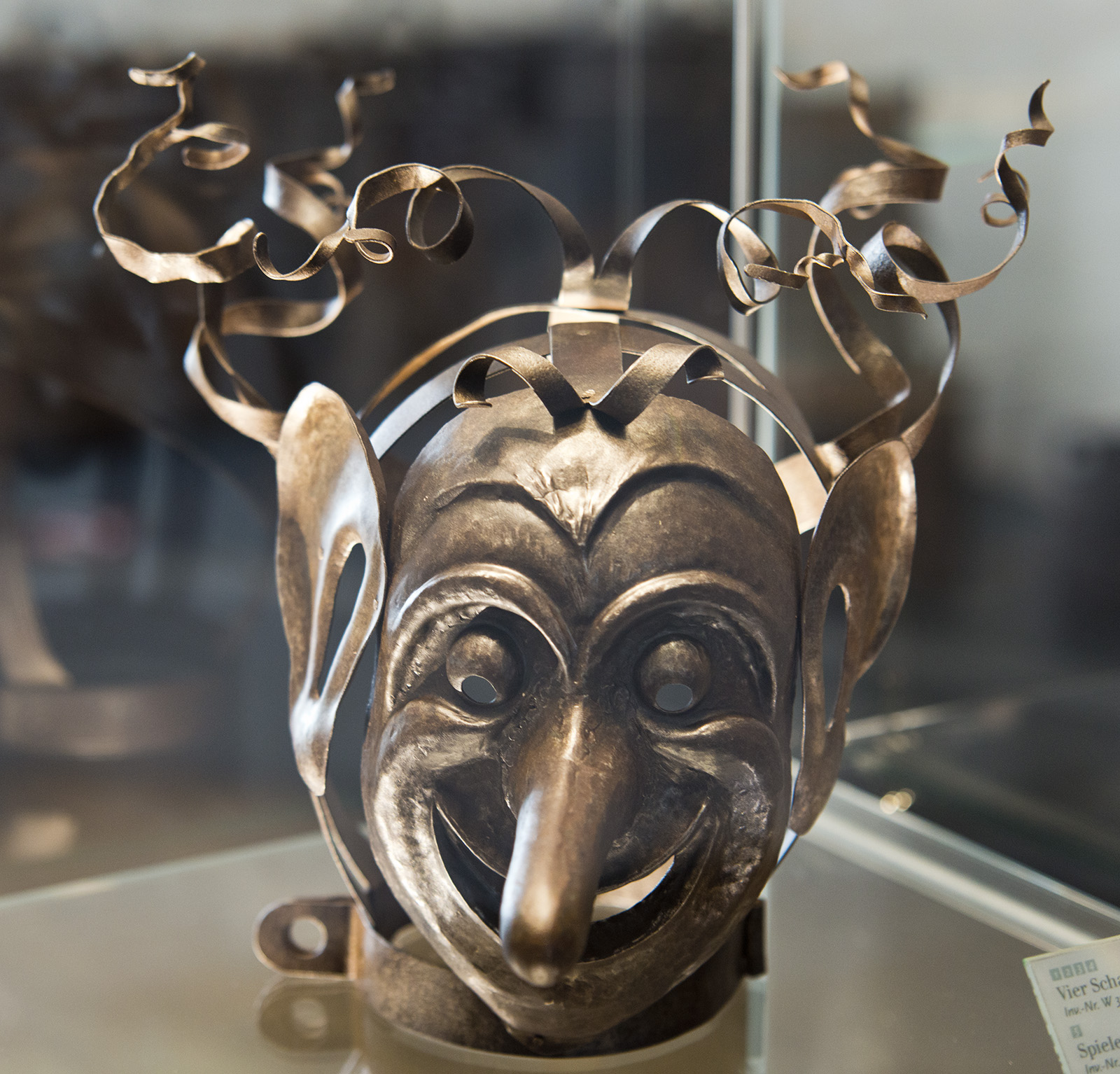
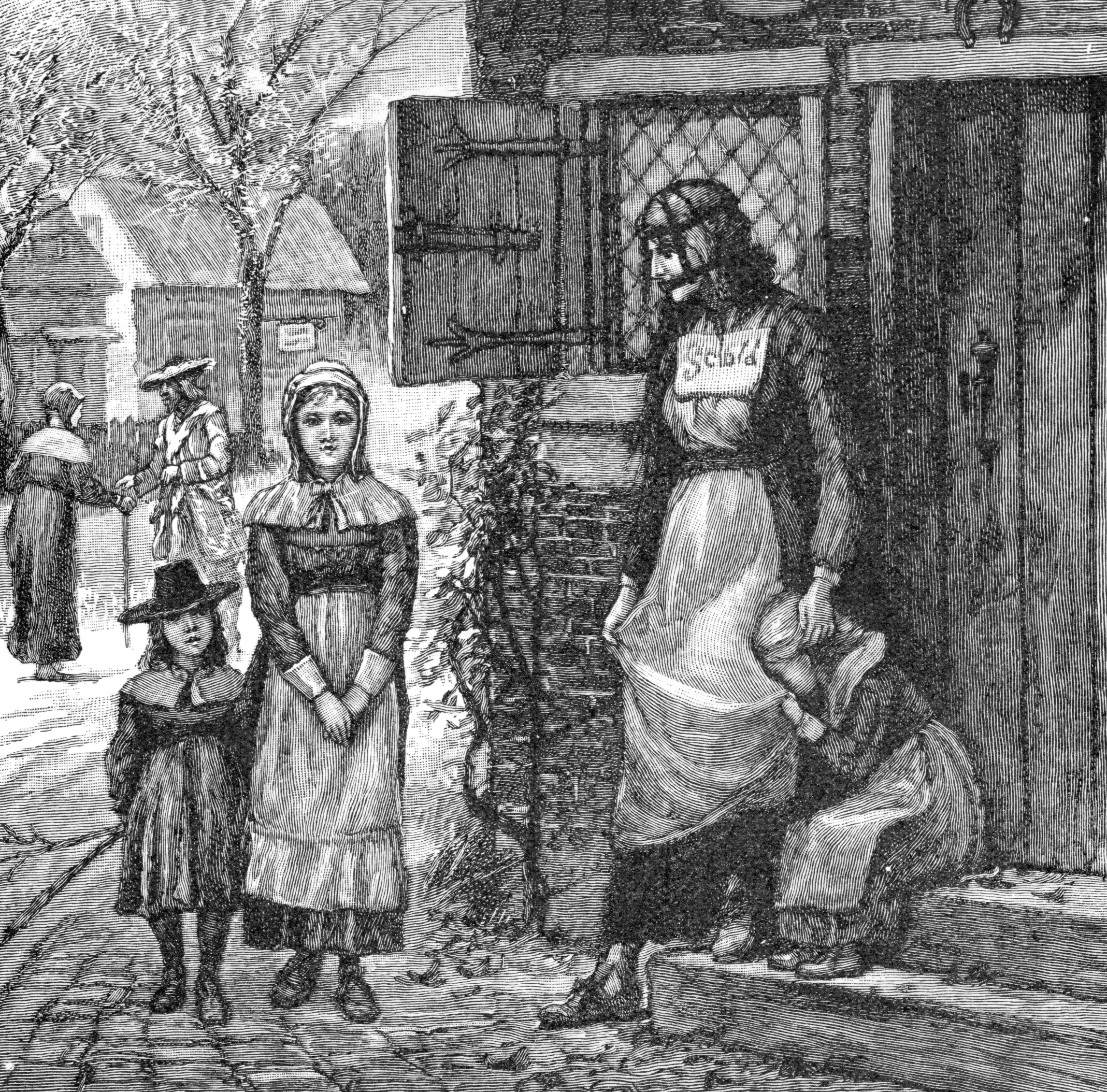